# Мелейко, Станислав Евгеньевич
Станислав Евгеньевич Мелейко (6 февраля 1937, Донецк — 8 марта 2021) — российский журналист, телеведущий, режиссёр и продюсер собственных программ. Автор и ведущий программы «Гражданин и закон» на 5 канале (с 1970 года по 1996 год). C 1997 — автор собственных программ. Готовил программы и репортажи для разных телевизионных и интернет каналов РЕН ТВ, Ленинградской областной телекомпании.

## Биография
Родился 6 февраля 1937 года. Окончил факультет журналистики Ленинградского государственного университета.
В 1954 году поступил в военно-морское училище в Ленинграде. Ходил в Баренцевом море в качестве курсанта. В 1957 году, выступая на спортивных соревнованиях в Мурманске, во время прыжка с шестом сломал шест; упал с высоты более трёх метров и ударился грудью о землю, повредив позвоночник. Два месяца лежал в госпитале, а потом перевёлся из училища на факультет журналистики Ленинградского университета, предъявив документы о сданных в училище экзаменах и несколько небольших газетных публикаций. Принят без экзаменов сразу на второй курс.
С 1966 года после получения диплома первые годы работал как внештатный автор, совмещая журналистскую работу с должностью мастера на производстве. До телевидения печатался в городских газетах — «Смена», «Ленинградская правда», «Вечерний Ленинград», «Труд».
С 1970 года работал на Ленинградском телевидении. Начинал с должности корреспондента Главной редакции пропаганды. Потом был комментатором и заведующим отделом. Первый выпуск тележурнала «Гражданин и закон» вышел в эфир в 1970 году.
«В 1970 году я была заместителем начальника отдела юстиции при Исполкоме и Министерстве юстиции СССР. Мы занимались пропагандой юриспруденции среди молодёжи, и нам понадобилось дополнительное время — полчаса на телеканале для популяризации юридической тематики и для более взрослой аудитории. Так появилась программа „Гражданин и закон“. Станислав Мелейко снискал огромное уважение среди юридического сообщества. Он относился очень ответственно к своей работе, не передёргивал факты, всегда задавал острые вопросы, а ещё очень хорошо понимал интересы государства», — Лидия Васильевна Мась, профессор кафедры гражданского и трудового права Северо-Западного института управления Российской академии народного хозяйства при президенте Российской Федерации. Участниками его программ были: Георгий Полтавченко, Анатолий Собчак, Дмитрий Козак, Александр Бастрыкин.
В 1996 году состоялся последний выпуск популярной программы на Пятом канале «Гражданин и закон».
С 1997 года Мелейко — автор и ведущий собственных программ. Готовил авторские программы и репортажи для разных телевизионных и интернет каналов РЕН ТВ Петербург, ЛОТ.
В 2008 году выпустил фильм «Мусор: скрытая угроза», который был показан 6 ноября 2008 года на Ленинградском областном телевидении. В фильме принимали участие депутат Госдумы России В. В. Жириновский, председатель Арбитражного суда города и области С. В. Изотова и другие политики и эксперты.

## Заслуги и награды
Член Союза журналистов Санкт-Петербурга и Ленинградской области
Лауреат премии Союза журналистов за тележурнал «Гражданин и закон»